# موضوع (سرد)

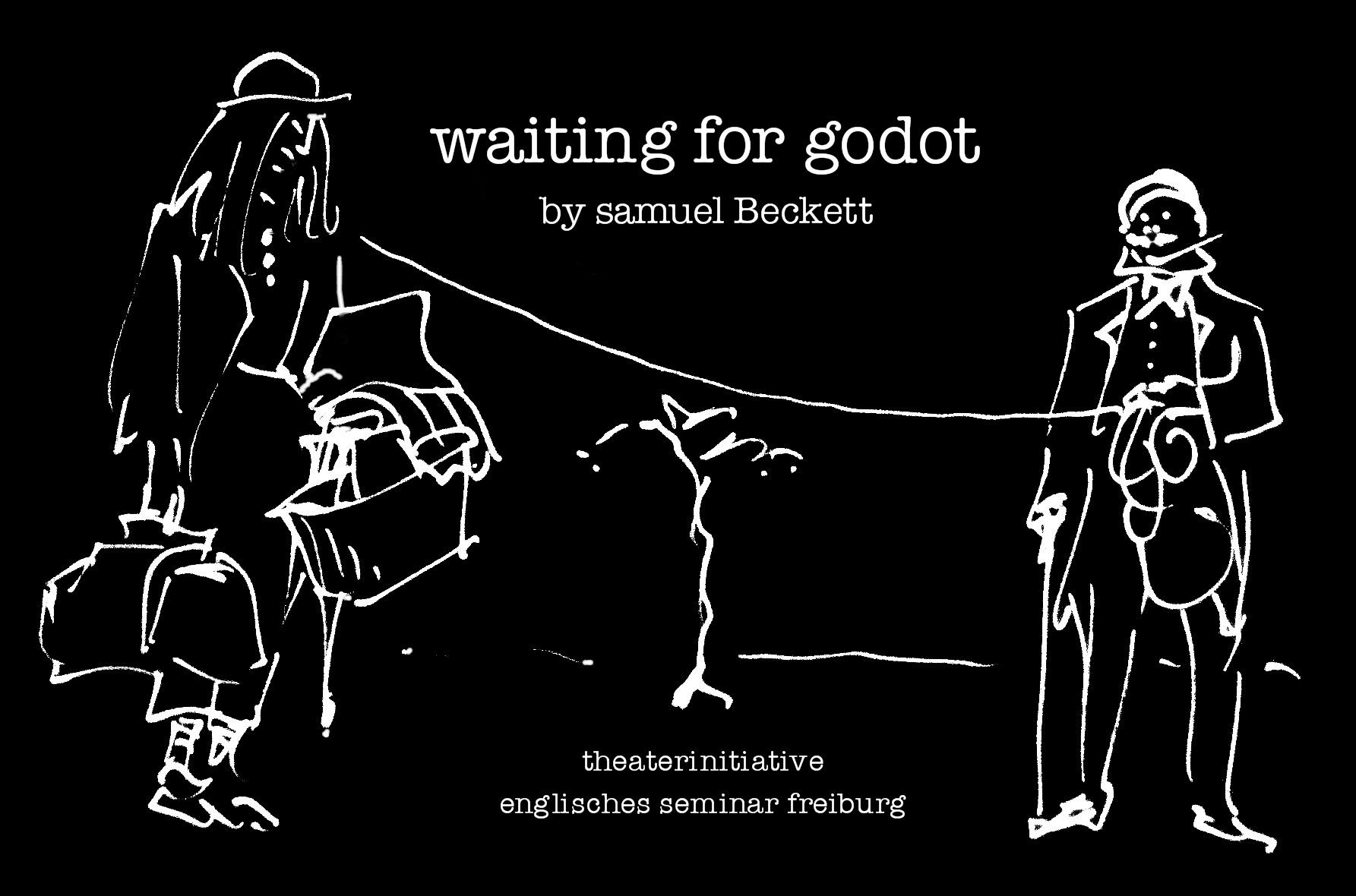

يُعتبر الموضوع في الدراسات الأدبية المعاصرة بمثابة المحور أو الباب أو الرسالة الرئيسية في السرد. يُمكن تقسيم الموضوعات إلى فئتين: المفهوم المواضيعي للعمل الذي يتجسد فيما «يعتقد القراء أن العمل يدور حوله»، والبيان الموضوعي للعمل الذي يتعلق بما «يفصحه العمل عن الموضوع». غالبًا ما يجري التمييز بين الموضوعات والمبادئ.
يتجسد الفهم المعاصر الأكثر شيوعًا للموضوع في الفكرة أو الهدف الأساسي للقصة، والتي يُمكن تلخيصها في كلمة واحدة (على سبيل المثال، الحب أو الموت أو الخيانة). تنطوي الأمثلة النموذجية لمواضيع هذا النوع على الصراع بين الفرد والمجتمع، وبلوغ سن الرشد، والصراع البشري ضد التكنولوجيا، والنوستالجيا (التوق إلى الماضي)، ومخاطر الطموح الجامح. قد يتجلى الموضوع من خلال أفعال أو أقوال أو أفكار إحدى الشخصيات في رواية ما. تُعتبر الفكرة المواضيعية للوحدة في كتاب جون ستاينبيك فئران ورجال إحدى الأمثلة على ذلك، إذ يبدو وكأن العديد من شخصيات هذه الرواية القصيرة تشعر بالوحدة. قد تختلف الفكرة المفاهيمية عن القضية، أي رؤية النص أو المؤلف الضمنية للعالم.
قد تنطوي القصة على عدة موضوعات، إذ غالبًا ما تستقصي الموضوعات الأفكار الشائعة في التاريخ أو عبر الثقافات كالمسائل الأخلاقية مثلًا، وعادةً ما يجري تضمين هذه الأفكار بدلًا من ذكرها صراحةً. يُعتبر الموضوع الذي ينطوي على مدى أخلاقية أن يعيش المرء حياة أفضل على حساب التخلي عن أجزاء من إنسانيته أحد الأمثلة على ذلك، إذ طُرح هذا الموضوع في رواية عالم جديد شجاع للكاتب ألدوس هكسلي. يُعتبر الموضوع عنصرًا من عناصر الخيال، مثله مثل الحبكة والشخصية والخلفية والأسلوب.

## التقنيات
هناك العديد من التقنيات التي يُمكن استخدامها للتعبير عن الكثير من الموضوعات.

### أسلوب الكلمة الرئيسية
يُشتق مصطلح «أسلوب الكلمة الرئيسية» من الكلمة الألمانية لايتفورتشتيل، وهو أسلوب ينطوي على تكرار صياغات معينة و-مواضيع محددة أحيانًا- خلال السرد للتأكد من أنها تلفت انتباه القارئ. يُعتبر تكرار عبارة «هكذا تسير الأمور» في رواية كورت فونيجت المسلخ الخامس أحد الأمثلة على «أسلوب الكلمة الرئيسية». تتجسد الرسالة الظاهرية للرواية في حتمية العالم: أي أن كل شيء يحدث بطريقة واحدة، وأن المستقبل محدد سلفًا بالفعل. وفي المقابل، تبدو الرسالة الحقيقية بعيدةً عن ذلك، أي يُمكن أن تحدث الأمور بطرق مختلفة، إذ يُمكن إدراك ذلك من خلال النظر إلى أسلوب القصة الذي ينطوي على مناهضة الحرب. يُظهر استخدام هذا التقنية في ألف ليلة وليلة إمكانية توحيد هذه التقنية للعناصر المكونة للقصص المختلفة. يُعتبر كتاب عجوز في سن مبكر، ذكي في وقت متأخر: ثلاثون شيئًا حقيقيًا عليك معرفتهم الآن للكاتب غوردون ليفينغسون أحد الأمثلة عن الأعمال غير الخيالية التي تستخدم هذه التقنية، إذ يُعتبر هذا الكتاب بمثابة مختارات من حكايات شخصية يتخللها عبارات متكررة مثل «لا تقم بالأمور ذاتها متوقعًا نتائج مختلفة» و «من السيء أن تكذب على نفسك» و «لا يرغب أحد بأن تُملى عليه أفعاله». تتكرر أشكال مختلفة من الفعل «يرى» في الكتاب المقدس، الأمر الذي يشدد على فكرة اعتبار إبراهيم نبيًا يتكهن بالمستقبل. فضلًا عن ذلك، يرد الجذر «ثقيل» أو كفيد بالعبرية في سفر صموئيل الأول للإشارة إلى «الثقل والشرف والمجد».